# بود هوبكينز
بود هوبكينز (بالإنجليزية: Budd Hopkins)‏ هو رسام أمريكي، ولد في 15 يونيو 1931 في ويلينغ في الولايات المتحدة، وتوفي في 21 أغسطس 2011 في نيويورك في الولايات المتحدة.

## وصلات خارجية
- الموقع الرسمي
- بود هوبكينز على موقع IMDb (الإنجليزية)
- بود هوبكينز على موقع قاعدة بيانات الفيلم (الإنجليزية)